# Safareig (llavador)
|  | No s'ha de confondre amb Safareig de reg. |

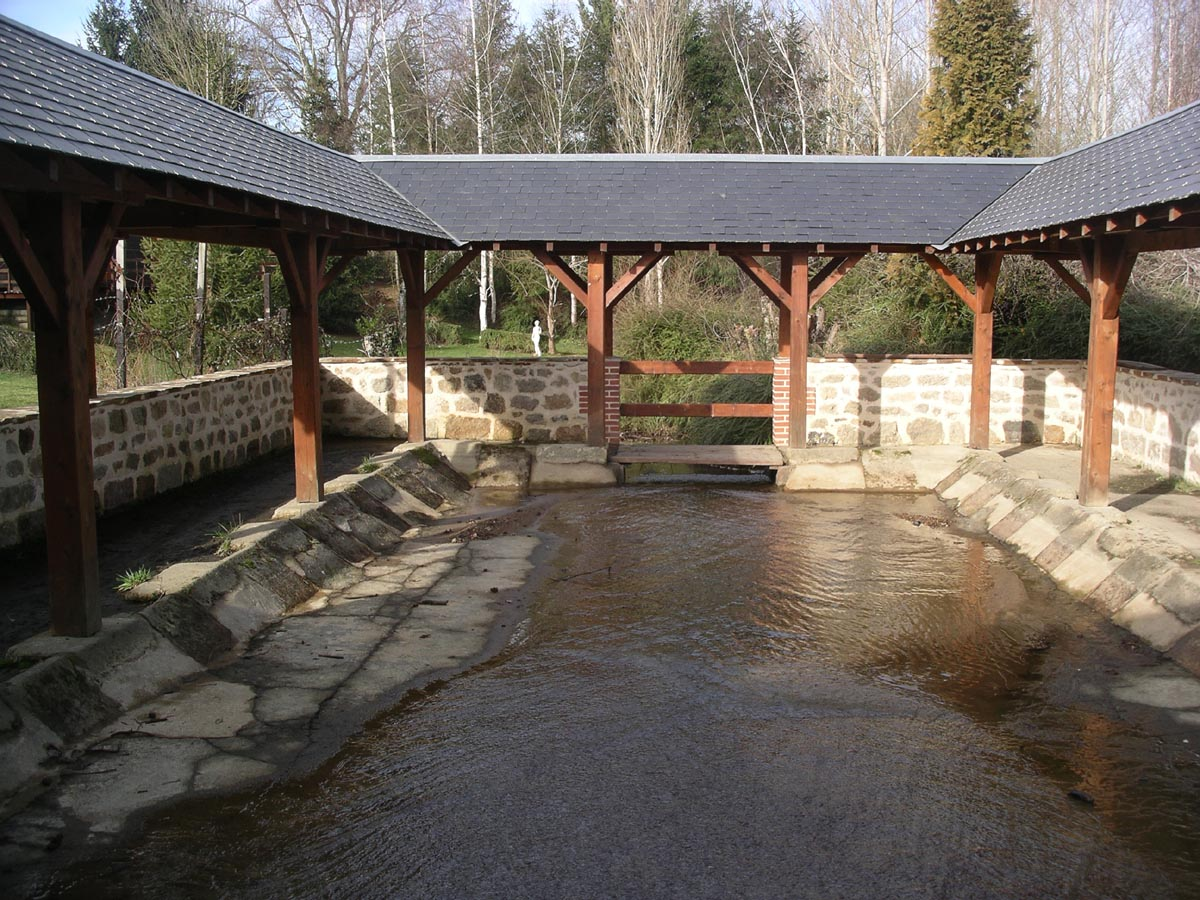
Safareig públic de Bonnat

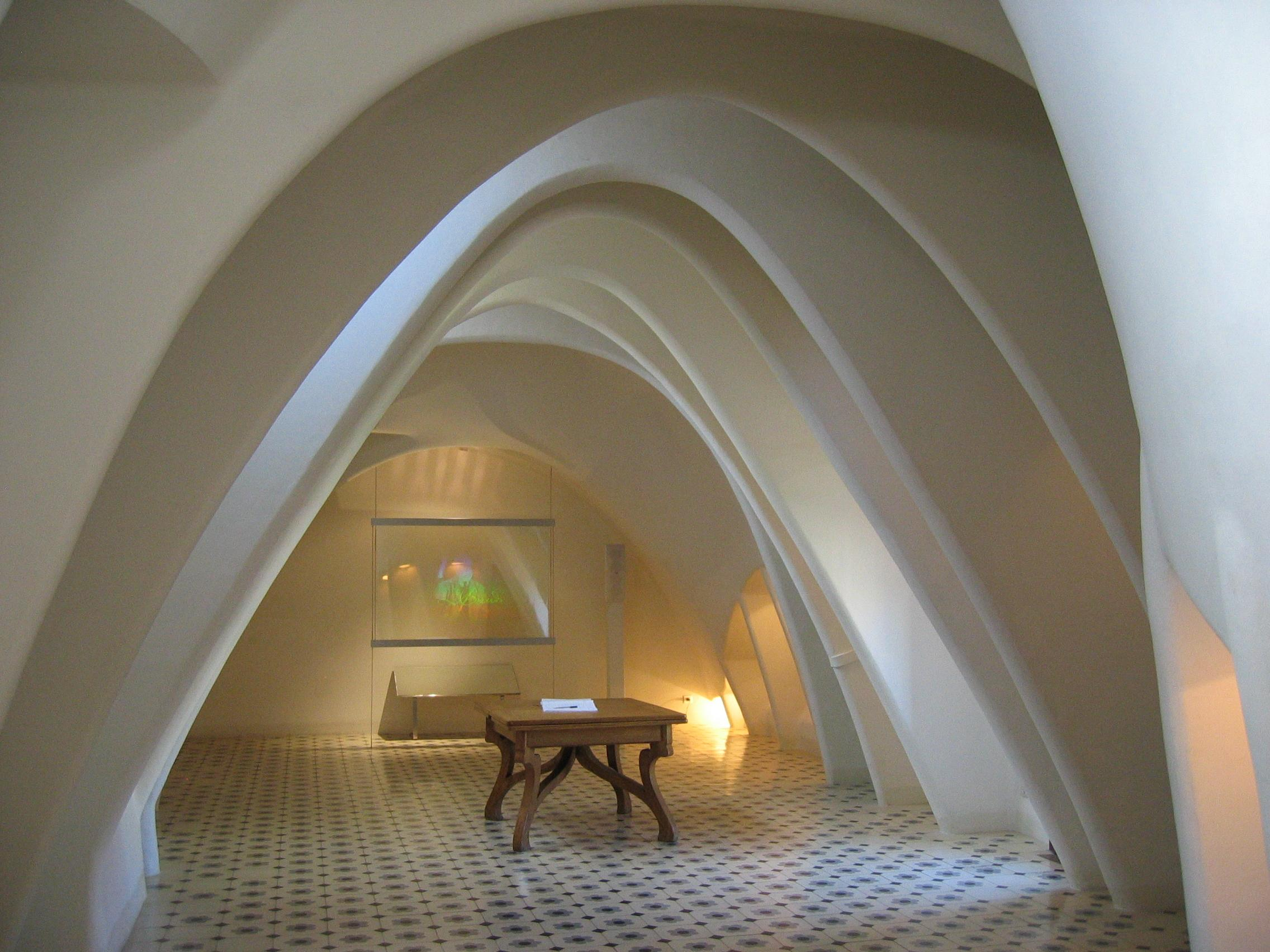
Golfes restaurades (casa Batlló)

Safareig és el lloc, espai o construcció on es renta la roba. També es diu així al recipient domèstic on es fa la bugada.
Un safareig disposa, en general, d'una taula o llosa de pedra per a colpejar-hi la roba a mà o amb la pala de rentar.
A les cases de veïns o habitatges rurals l'espai del safareig o els seus elements han estat situats tradicionalment en la planta baixa o el soterrani. Abans de la introducció de l'aigua corrent a les cases, les poblacions solien disposar d'un safareig públic on les dones acudien a fer la bugada. A Barcelona, per exemple, el 1849, n'hi havia 42 safaretjos públics al que ara és el districte de Ciutat Vella.
En una llar moderna, un safareig pot estar equipat amb una rentadora i una assecadora automàtiques, així com incloure una pila de rentar gran per rentar determinades peces, així com una post de planxar.

## Història
A l'hora de centrar-nos en la història dels safareigs no pot deixar-se de banda la situació de les infraestructures amb què comptaven els pobles i ciutats en els segles XVII, XVIII, XIX, dates en què es comencen a construir els primers safareigs.
En aquella època els pobles i moltes de les ciutats, no comptaven ni amb llum elèctrica ni amb clavegueram i molt menys amb aigua corrent, i molt menys potable, és per això que la gestió de l'aigua es converteix en un aspecte fonamental. Així, l'ús de l'aigua tenia un ordre:
- consum humà (beguda) i d'animals.
- neteja
- reg
- En casos excepcionals podia existir un quart ús, la utilització de l'aigua per a la indústria com a font d'energia per moure molins o batans.[5]

Normalment, l'aigua de pou i els pluvials era destinada al consum dels animals i per a la higiene humana.
L'aigua de "boca humana", la qual es feia servir per beure, venia de fonts, és a dir de deus d'aigua que la gent podia recollir directament o bé a través de aiguaders, persones que portaven, per un preu, l'aigua de les fonts i deus a les llars de la gent que podia pagar per ella.
Abans de la construcció dels safareigs, la gent feia servir per rentar llocs on es disposés d'aigua a ser possible amb corrent.
De vegades l'aigua flueix en funció del règim de pluges, i per això, presenten irregularitats i una forta temporalitat.
En altres ocasions s'emprava aigua embassada, bé per règim de pluvials o per la crescuda dels rius.
No hem de perdre de vista el curs de l'aigua que es dona en els aqüífers, sorgeix en les fonts que a vegades continua en els rius, es distribueix en séquies i s'embassava en basses de reg abans d'anar a parar als abeuradors i safareigs.
Altres vegades es feia servir l'aigua dels rius i de les séquies, i en aquest últim cas, calia tenir en compte quan i quina era la séquia que anava a portar aigua pel reg.
En altres circumstàncies, en què es comptava amb pou amb motor, s'utilitzava l'aigua extreta d'aquests per fer la bugada.
La construcció dels safareigs coincideix amb l'augment de la preocupació per la higiene i per la seva relació amb malalties infeccioses, donada la freqüència i intensitat d'aquestes durant la fi de l'XVII, XVIII, i principis del XIX.
Aquestes circumstàncies van tenir rellevància a l'hora de veure on situar els safareigs, ja que per evitar contagis se solien situar aigües avall. També es feia a voltes parts especials en els rentadors a la part més externa, per a aquest tipus de peces, de malalt, de nadons, i fins i tot, per a la roba interior.
Un exemple d'això el tenim en les Ordenances Municipals de la Vila de Teulada de 1888:
| « | CAPÍTULO XX Lavaderos públicos. Art. 183. El lavado de ropas se hará en los lavaderos públicos y arroyos de este término municipal. Art. 184. Las ropas de los enfermos de males contagiosos y epidémicos, como el tifus, la viruela, fiebre amarilla, cólera, etc., etc., siendo un gran peligro para los sapos, se lavarán en el punto que la Autoridad Local indique, pasándole las ropas interiores y exteriores y las de cama por lejía o sumergiéndolas en agua clorurada. Art. 185. Las personas a quienes se justifique haber lavado ropas de enfermos que hubieran padecido enfermedades contagiosas, en los lavaderos públicos y fuera del punto señalado por la Autoridad, incurrirán en la multa de 5 a 15 pesetas. Art. 186. Las personas que con cualquier pretexto promoviesen altercados y riñas en los lavaderos, serán amonestadas la primera vez y multadas la segunda. | » |

El 1926, en Alcàsser es va fer servir una tècnica constructiva diferent encara que no única a la Comunitat Valenciana, consistent a establir basses independents per a cada bugadera, assignant algunes d'elles per a les peces dels malalts.
A Espanya, generalment, tot i que se'n van construir una gran quantitat durant el segle xix, n'hi ha una gran quantitat que van ser construïts durant les dècades dels anys 40-50 del segle xx. Com a exemple tenim el cas de Xelva, on la major part dels safareigs es van construir durant la dècada dels anys cinquanta del segle xx.

## Particularitats

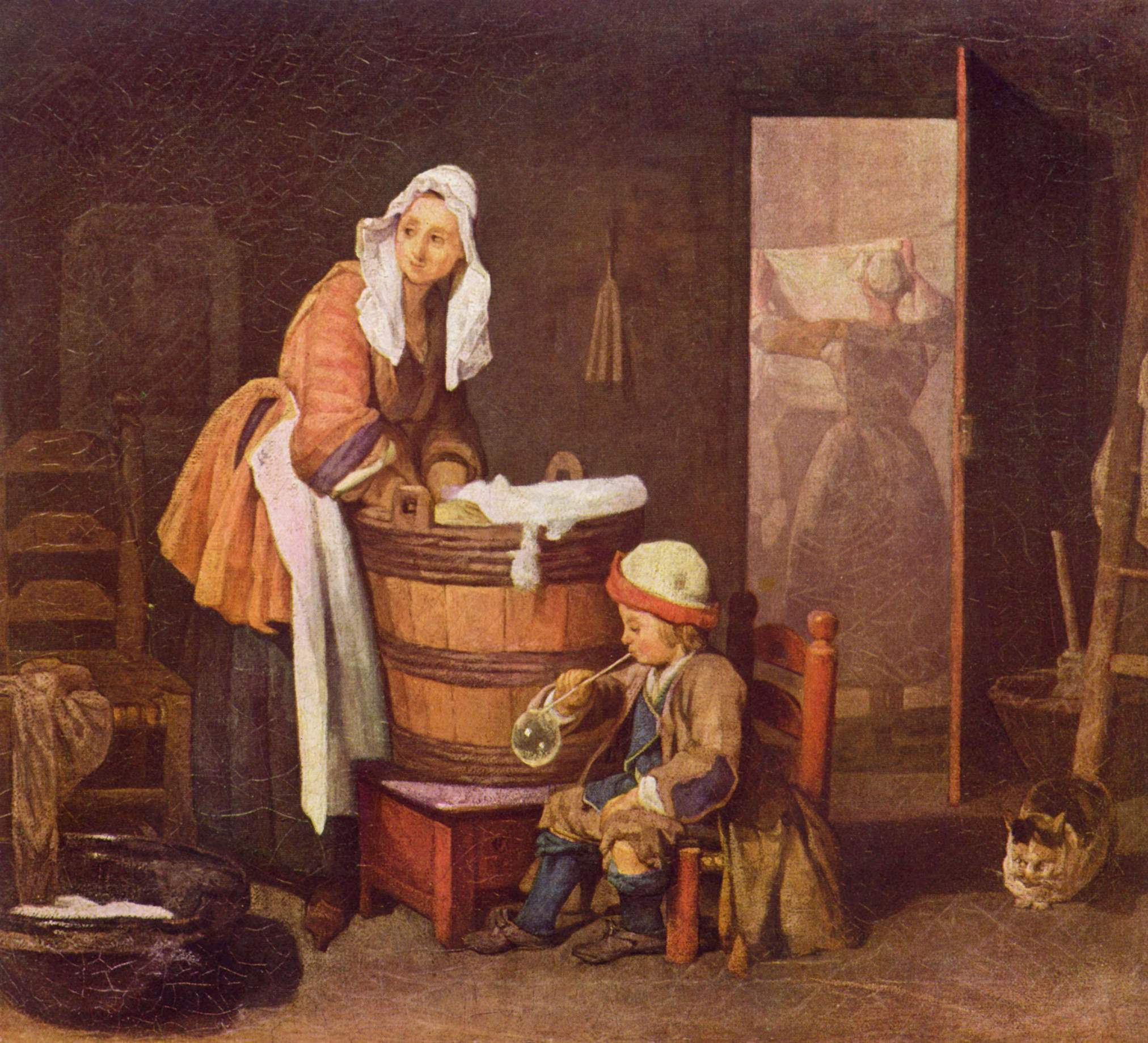
Dona remullant roba en una tina o gibrell de fusta en una casa francesa del segle xviii. Pintura a l'oli de Jean Siméon Chardin.

Antigament en els pobles s'hi construïen safaretjos públics, on les dones eren les encarregades de rentar la roba de la família. Els safareigs eren espais on la gent solia socialitzar i conversar, i per això encara queden expressions com fer safareig per indicar quan s'està rumorejant o explicant coses de terceres persones.
Actualment, els safareigs públics han deixat d'utilitzar-se per l'existència de la rentadora a totes les cases, encara que generalment s'han conservat pel seu caràcter lúdic i festiu, convertint-los en fonts i de vegades en abeuradors d'animals.
Per normativa legal avui en dia tots els habitatges de nova construcció han de tenir previsió d'un espai per a rentar la roba i poder-la penjar. Les antigues basses han donat pas a unes aigüeres grans com a complement de la rentadora i per a la neteja dels estris d'higiene de la casa. Així mateix, s'anomena safareig a l'habitació que les conté, i en la qual acostuma a haver-hi també una assecadora o un espai per estendre la roba, la rentadora, les escombres, pals de fregar i resta de l'equip i productes de neteja. Antigament, els safaretjos estaven situats en els patis del darrere de les cases o també en els soterranis i a les golfes (a la casa Batlló o a la Pedrera de Gaudí).
A les ciutats, en començar-se a construir blocs de pisos, es reservaren moltes vegades les golfes per tal de realitzar-hi aquestes activitats, perquè la coberta era un bon lloc per estendre la roba i eren espais de fàcil ventilació.
Queden magnífics exemples en les golfes de la casa Milà i la casa Batlló d'Antoni Gaudí. Modernament, s'acostuma a situar tots els nuclis humits de l'habitatge agrupats, de forma que es troba junt amb la cuina, encara que en les cases unifamiliars també es pot trobar en el garatge a causa de la seva consideració d'espai residual. Forma part dels espais servidors de la casa.

## Tipologia arquitectònica
Els models de construcció, proveïment d'aigües, emplaçament, etc., són molt diversos:

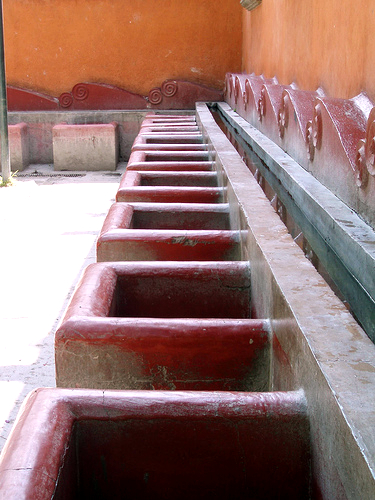
Safareig públic, San Miguel de Allende (Mèxic).
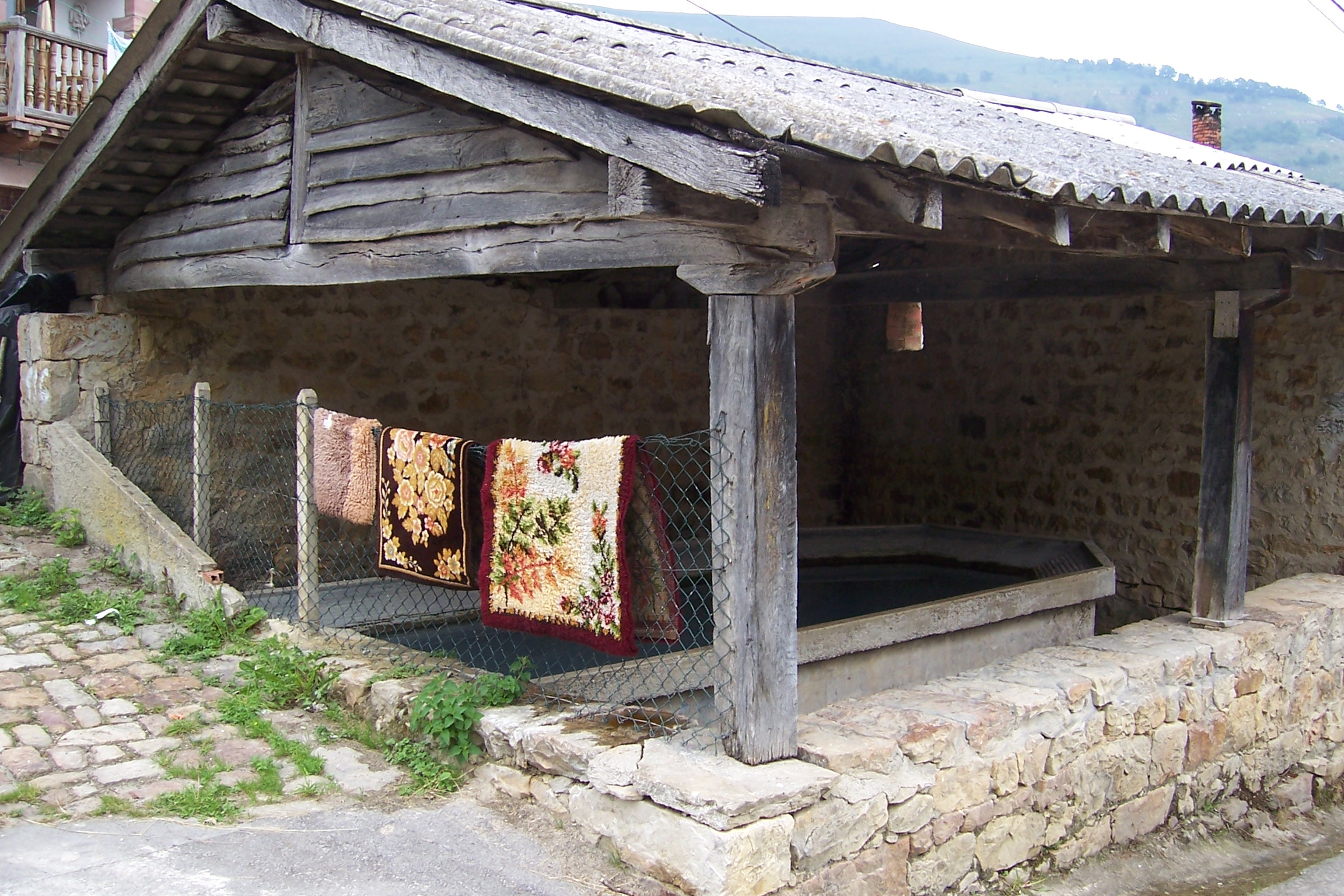
Safareig públic, San Sebastián de Garabandal (Espanya)
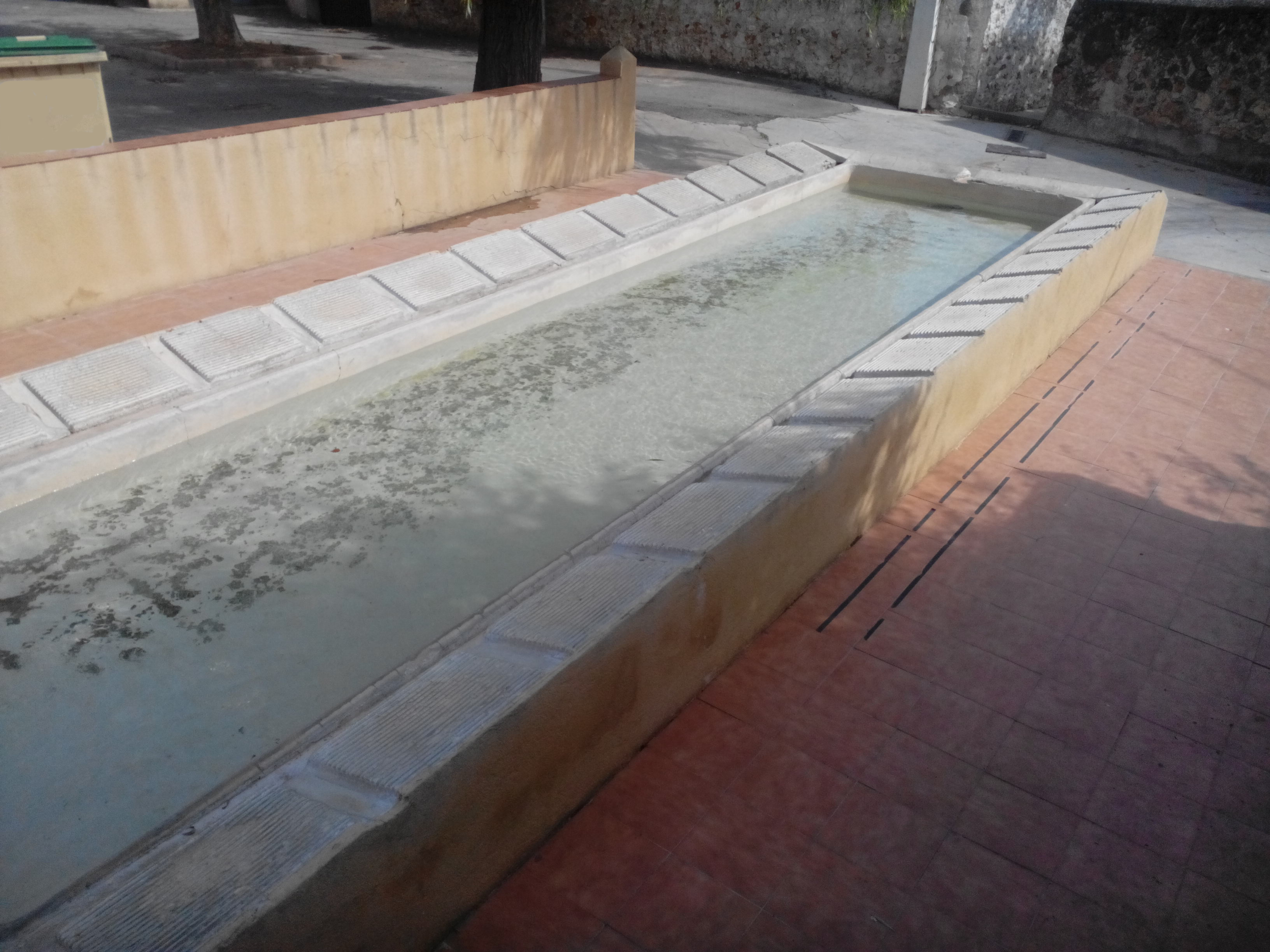
Safareig públic, Vellisca (Espanya)
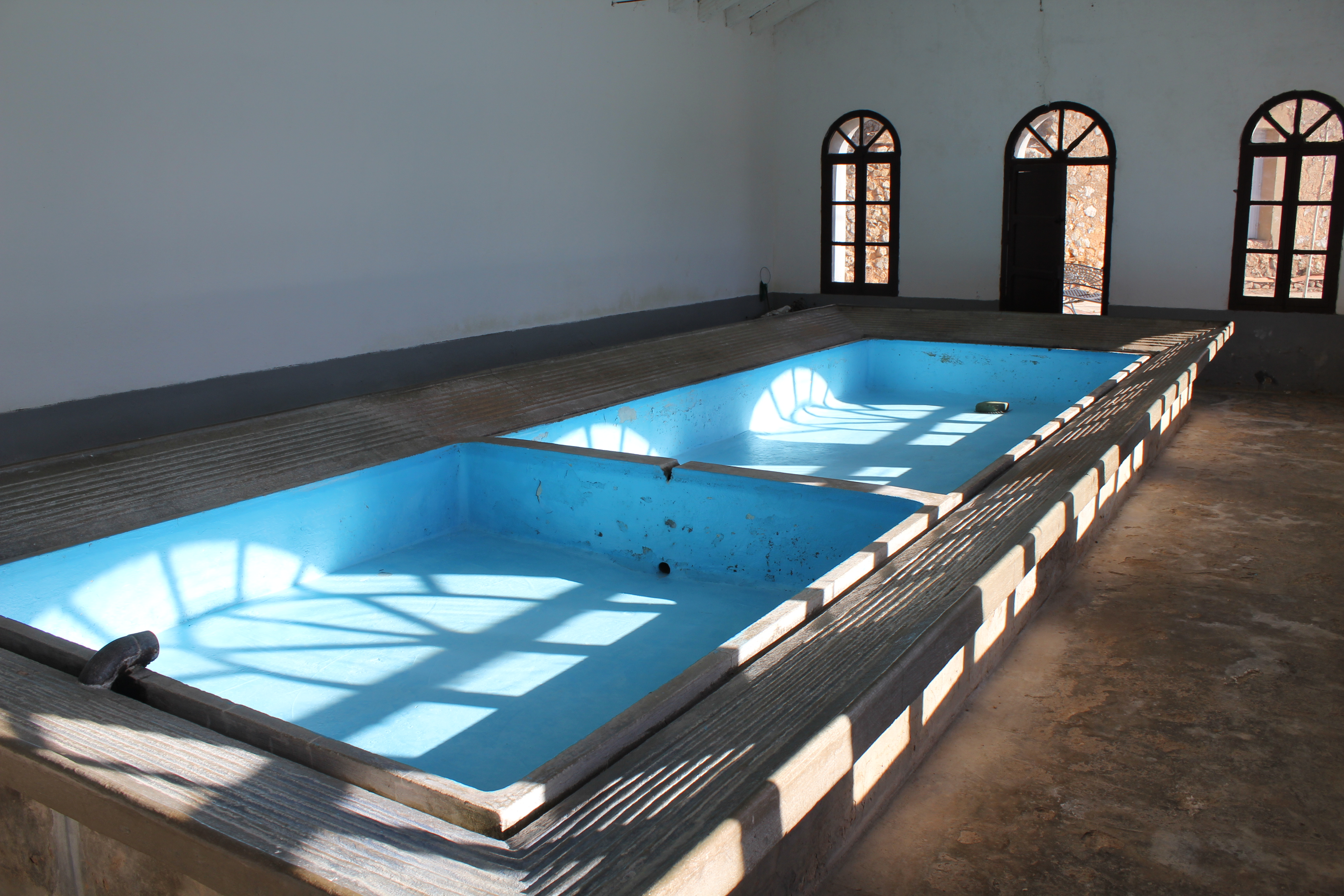
Safareig públic, Jaray (Espanya)
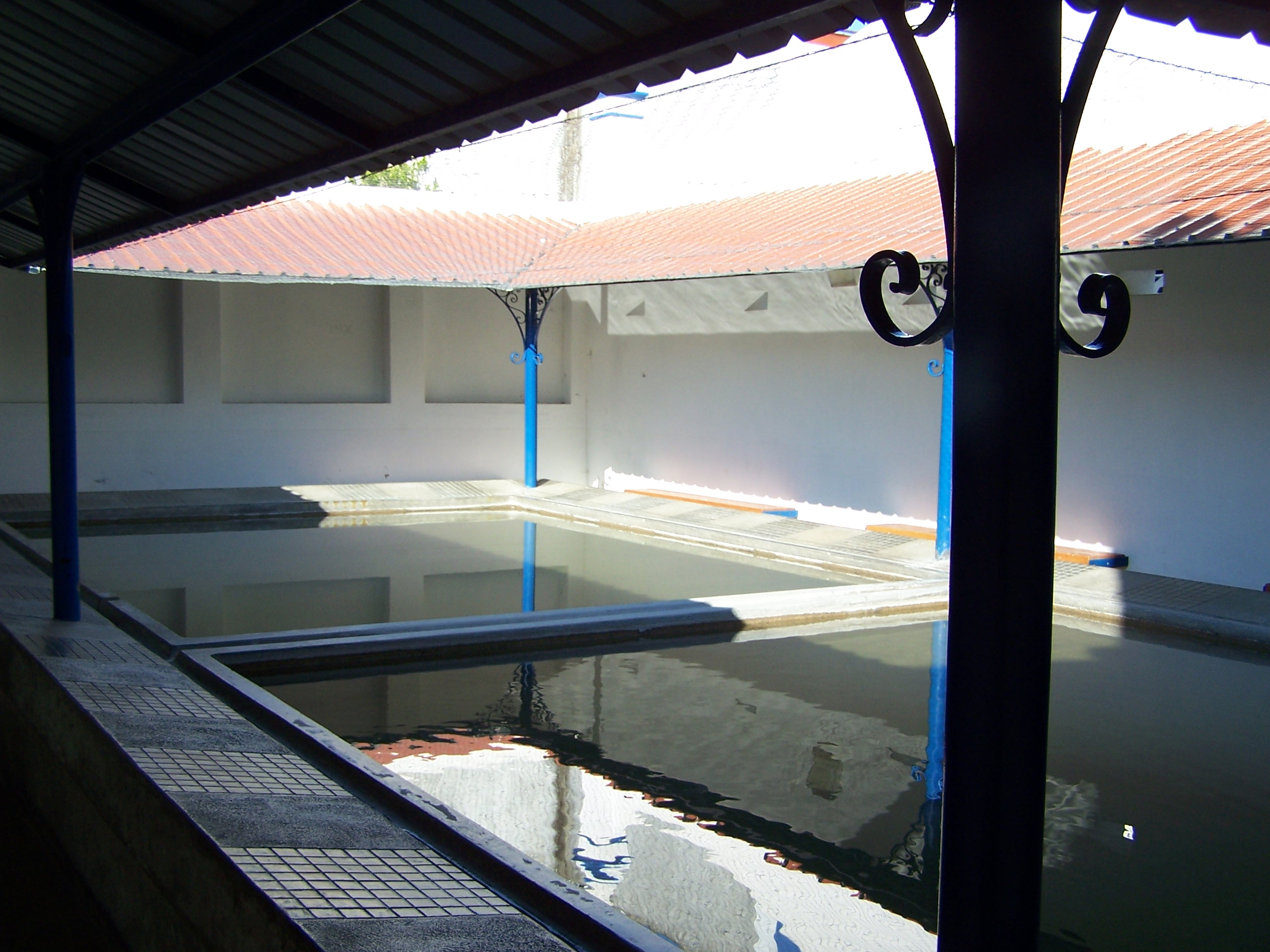
Safareig públic, Cabeção (Portugal)
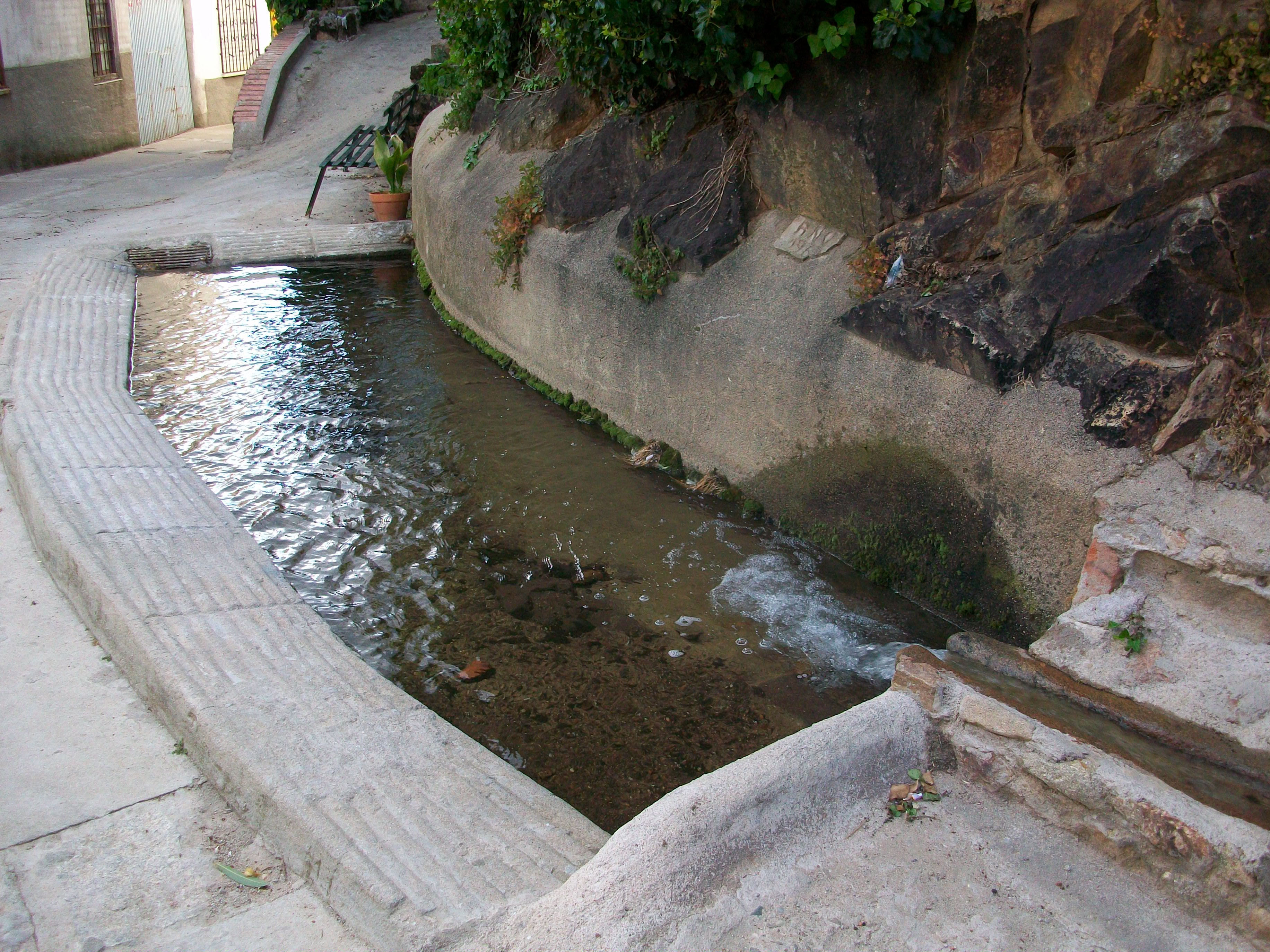
Safareig públic, Barrado (Espanya)
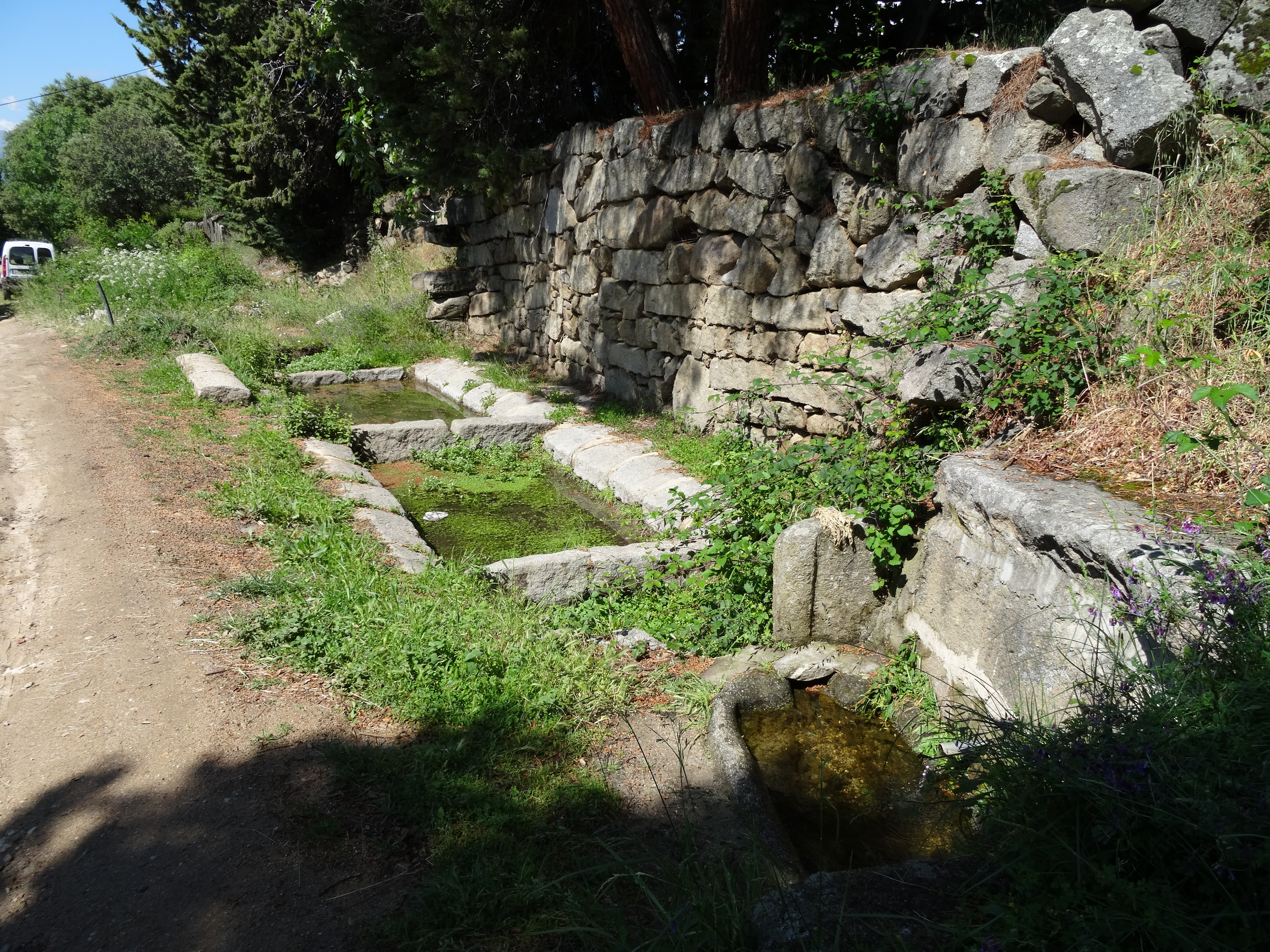
Safareig públic, Navalmoral de la Sierra (Espanya)
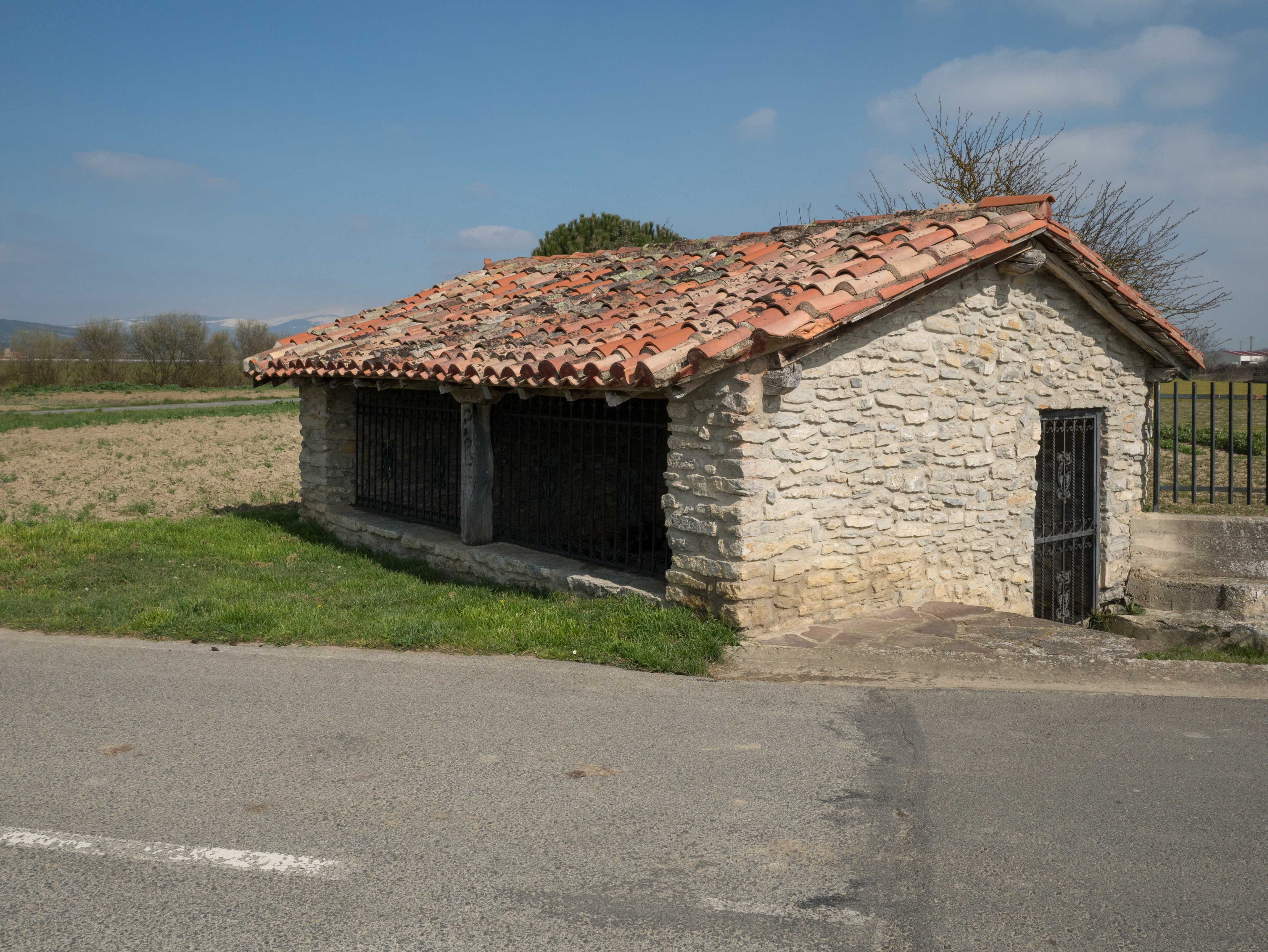
Safareig públic, Lopidana (Espanya)
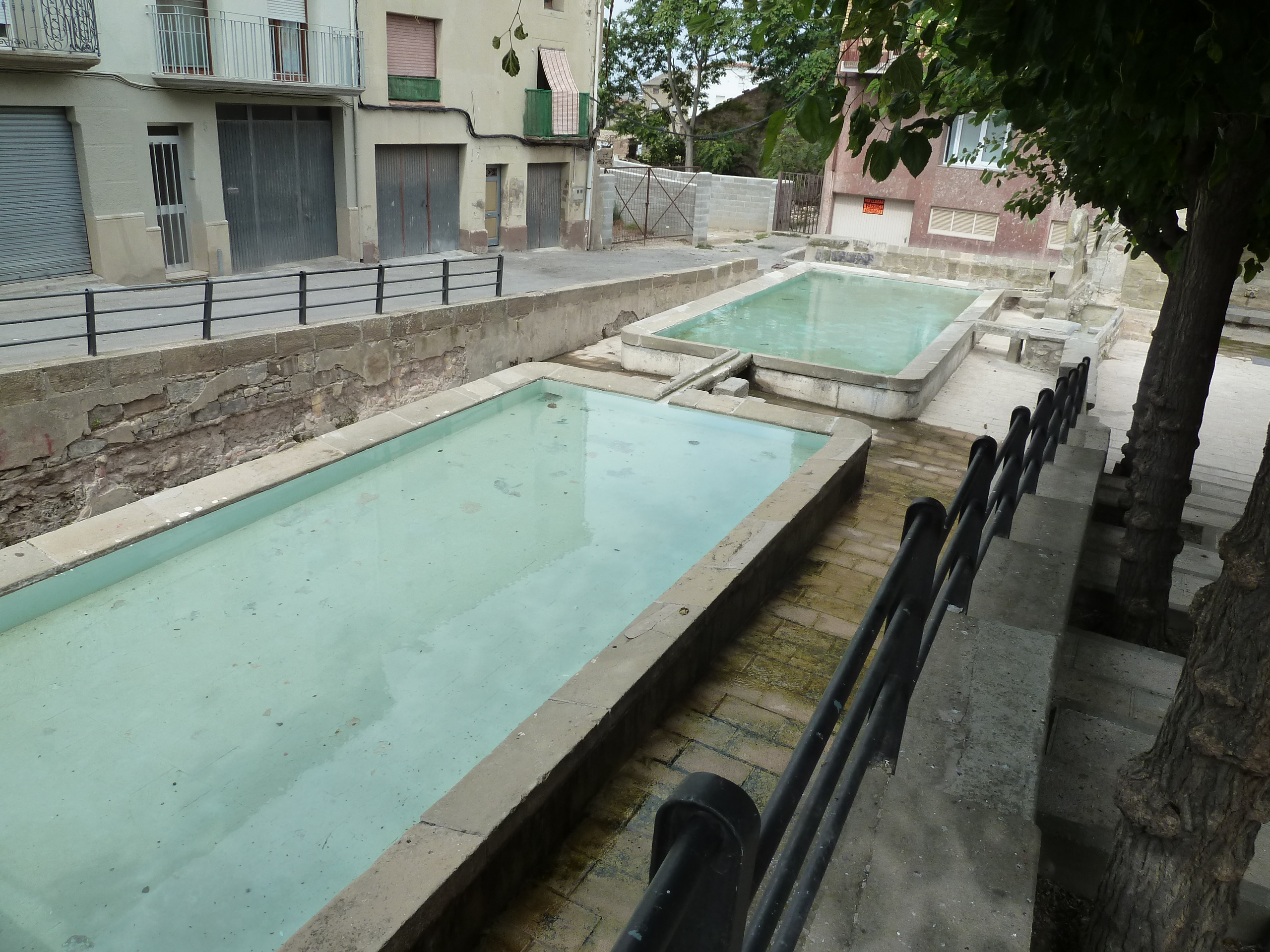
Safareig públic, Guissona (Lleida)
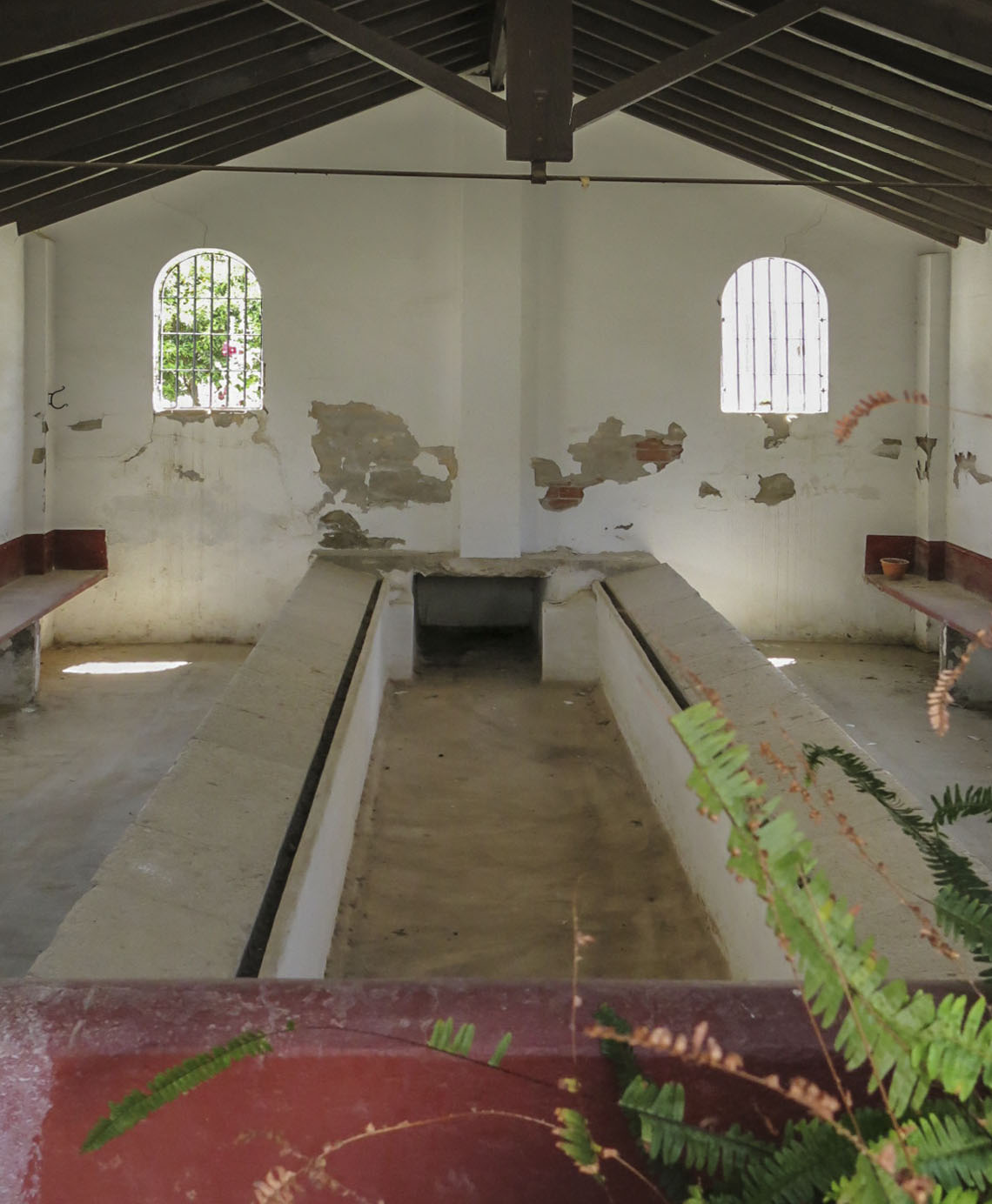
Llavador de La Xara, Marina Alta del País Valencià

Un safareig típic sol ser una construcció que presenta tant grandària com la forma variable, malgrat que la majoria solen ser rectangulars, construït gairebé sempre de formigó, i que té la finalitat de rentar la roba sobre una llosa.
Solen situar-se a la sortida dels pobles, a prop de lleres d'aigua i solen estar acompanyats d'abeuradors, fonts i basses, sobretot en àrees rurals d'Espanya.
Els elements que el constitueixen varien. La versió més senzilla està constituïda una gaveta rectangular amb una entrada i una sortida d'aigua en corrent i una llosa per fer la rentada.
A partir d'aquest model es poden afegir elements, ja siguin per ampliar l'espai destinat a la rentada, o bé per afegir elements nous com el sostre. En el cas concret de la Comunitat Valenciana, el 90% dels safareigs són rectangulars, encara que també se'n troben de circulars i fins i tot irregulars.
Pel que fa a la forma, tot i que n'hi ha d'una única gaveta comuna amb l'aigua per a la rentada, el més normal és que presentin dues i fins i tot a vegades 3 calaixos comuns per a la rentada. La forma és important perquè els cantons, sobretot les de l'entrada d'aigua, eren considerats llocs privilegiats.
Les gavetes estan envoltades per lloses per rentar. Aquesta llosa es disposa en dues files, generalment paral·leles, encara que excepcionalment poden presentar una única fila de lloses.
També cal tenir en compte que depenent del cabal, de vegades es fa necessària la construcció de basses reguladores de cabal, sobretot amb cabals irregulars o baixos.
A vegades trobem safareigs amb gavetes independents segons la utilitat que se'n faci, uns per rentada de roba de malalts, altres per bolquers, altres per roba interior, etc.

## Instruccions d'ús
Rentar la roba és una necessitat que no té interrupcions temporals. Per realitzar la bugada hi havia molts passos i no tots ells es realitzaven en el mateix lloc. En moltes ocasions la roba s'havia d'escaldar abans de dur a terme el rentat amb sabó o amb altres productes químics de diferent tipus. Aquest escaldat s'havia de portar a cap en llocs on es comptés amb més aigua, amb foc i calders prou grans per a poder contenir la roba a desinfectar. En moltes ocasions aquest escaldat es feia en les mateixes cases o als patis del darrere. Després, l'ensabonat i sobretot l'aclarit de les peces, és el que es feia als safareigs.
La roba que es rentava directament al safareig, tenia el seu propi protocol. Es començava amb el mullat de la llosa en la qual s'anava a rentar, per netejar-la i evitar tacar la roba de restes de brutícia d'altres veces.
Després es rentava primer la roba blanca. S'ensabonava la roba sobre la llosa i la fregues i colpeges sobre aquesta. Quan la roba estava ben ensabonada i fregada, es llançava a l'aigua per passar a l'aclarit, després es treia i es passava al seu escorregut. Si la roba continuava bruta, es podia deixar en remull durant la nit amb aigua i sabó en palanganes ja fossin de ceràmica o metàl·liques.
També s'empraven productes químics, com el blauet o el lleixiu per blanquejar la roba.
Després es rentava la roba de color, encara que sí aquesta estava molt bruta i necessitava deixar-se en remull, sovint s'alterava l'ordre.
Alguns safareigs comptaven amb barres per estendre la roba i deixar-la escórrer per gravetat, perquè la roba nova no pesés tant per tornar a casa.
Quan tornaven a casa estenien la roba i la deixaven al sol per aconseguir que certes brutícies acabessin d'anar-se'n amb els raigs del sol.

### Altres usos dels safareigs
En aquelles poblacions on no es tenia massa aigua pels safareigs, la gent de poble hi derivava l'aigua, que li sobrava del consum per beure. Les autoritats eren les que repartien l'aigua segons l'època de l'any, i quan era possible, la feien córrer una hora de matí i una altra de tarda. De vegades l'aigua de la bugaderia es feia servir per refrescar de la calor de l'estiu.
En altres poblacions, donada la manca d'aigua corrent a les llars, s'utilitzaven els rentadors també com piques dels estris de cuinar i de menjar. Per aquesta comesa empraven la zona final de la bassa per on passava l'aigua bruta, després usaven l'aigua neta per esbandir el netejat de restes amb l'aigua bruta. A voltes els safareigs tenien una part específica per a fer ús de l'aigüera. Un exemple el tenim en la Comunitat Valenciana en Serra.

## Safareigs fluvials

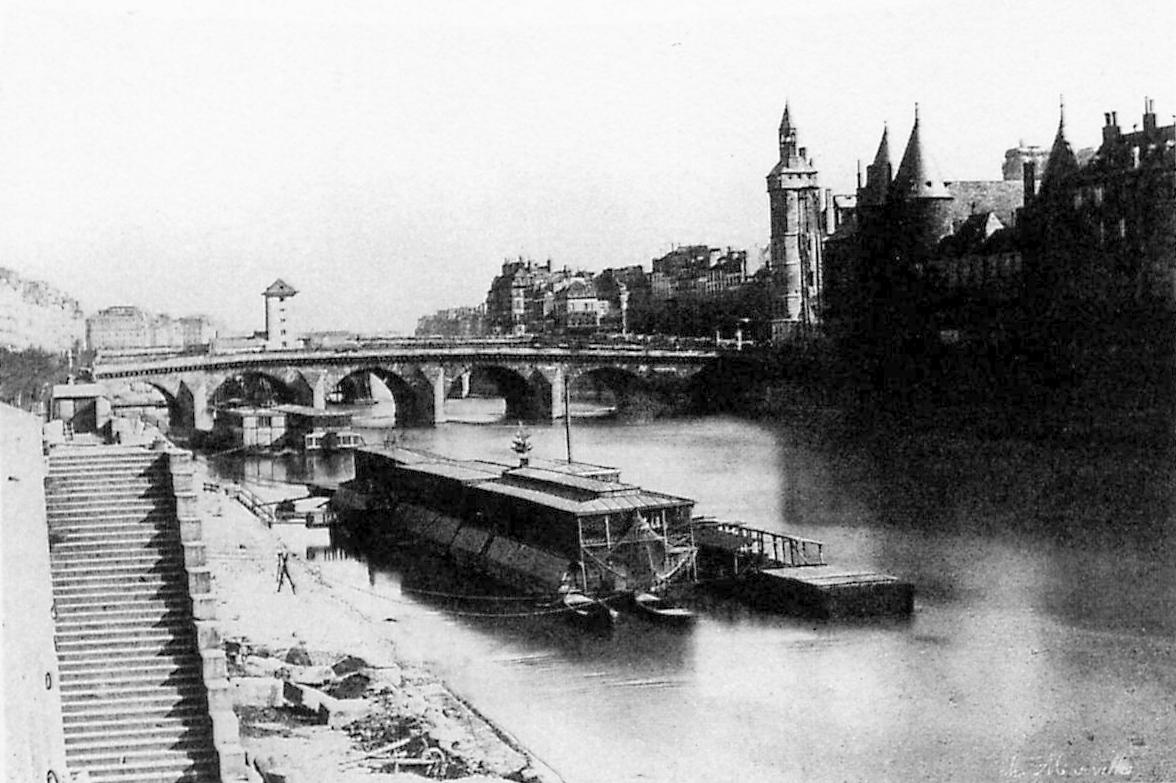
‘Vaixells-safareig’ («bateaux-lavoir») en el riu Sena, al costat del «Pont au Change», fotografiat al per Charles Marville.

En algunes capitals franceses, principalment París i Lió va existir al segle xix una important indústria de "vaixells-safareigs" (els populars «bateaux-lavoirs») on es concentrava l'activitat de les bugaderes d'ofici.